# Egon Aderhold
Egon Aderhold (* 17. Dezember 1929 in Neustadt am Rennsteig; † 13. März 2011 in Birkenwerder) war ein deutscher Sprecherzieher und Schriftsteller.

## Leben
Egon Aderhold wurde 1929 in Neustadt am Rennsteig geboren. Sein Sohn ist der Berliner Komponist und Dirigent Peter Aderhold, der die Oper Luther nach einem Libretto seines Vaters komponierte.
Seine Schulzeit beendete Egon Aderhold 1948 in Quedlinburg 1948 mit dem Abitur. In  Halle (Saale) studierte er an der Martin-Luther-Universität Germanistik im Hauptfach sowie Psychologie und Sprechkunde im Nebenfach. Bereits im Studium zeigte sich sein besonderes Interesse für die Sprechkunde, die er bei Richard Wittsack, Leiter des Instituts für Sprechkunde und Phonetische Sammlung belegen konnte. Nach erfolgreicher Beendigung des Studiums war er ab 1952 an der Schauspielschule Leipzig als Assistent beschäftigt. Nachdem diese der Theaterhochschule Leipzig angegliedert worden war, wurde er dort als Dozent tätig. 1956 wechselte er zur Staatlichen Schauspielschule Berlin, der späteren Hochschule für Schauspielkunst Ernst Busch. Diese Tätigkeit ermöglichte ihm eine Mitarbeit am Maxim Gorki Theater als Sprecherzieher, der sich eine hauptberufliche Anstellung bei der Volksbühne am Rosa-Luxemburg-Platz anschloss. Ab 1973 wurde ihm das Deutsche Theater Berlin zur beruflichen Heimat, in dem er über zwei Jahrzehnte wirkte. Ab 1996 war er Egon Aderhold als Honorarprofessor an der Hochschule der Künste Berlin tätig. Er verstarb am 13. März 2011 in seinem Haus in Birkenwerder.
Aderhold hat als Sprecherzieher eine ganze Generation von Schauspielern und Sängern ausgebildet, darunter Manfred Krug, Nina Hagen und Angelika Mann. Insbesondere das zusammen mit Edith Wolf herausgegebene Sprecherzieherische Übungsbuch und sein Werk Sprecherziehung des Schauspielers stellen bis in die Gegenwart Standardwerke der Sprecherziehung dar.

## Schriften (Auswahl)

### Sprecherziehung
- mit Edith Wolf: Sprecherzieherisches Übungsbuch. 1. Auflage, Henschel, Berlin 1960, derzeit aktuell 17. Auflage, Henschel, Leipzig 2016, ISBN 978-3-89487-035-5.
- Körpermotorik und Sprechmotorik – ein Beitrag zur Sprecherziehung des Schauspielers. In: Wissenschaftliche Zeitschrift der Martin-Luther-Universität Halle-Wittenberg, 11. Jg. (1962), H. 12, S. 1529–1536.[6]
- Sprecherziehung des Schauspielers. Grundlagen u. Methoden. Henschel, Berlin 1963, derzeit aktuell 6. Auflage, Henschel Berlin 2007, ISBN 978-3-89487-004-1.
- Das gesprochene Wort. Sprechkünstlerische Gestaltung deutschsprachiger Texte. Henschel, Berlin 1995, ISBN 978-3-89487-230-4.

### Belletristik
- Traumtänze. Roman, Greifenverlag, Rudolstadt 1978.
- Strichvogel. Roman, Greifenverlag, Rudolstadt 1981.
- Rike, Kinderbuchverlag, Berlin 1985, ISBN 978-3-358-00247-6.
- Jahresringe. Roman, Greifenverlag, Rudolstadt 1986.
- mit Barbara Schumann: Der schweigsame Stefan. Kinderbuchverlag, Berlin 1986, ISBN 978-3-358-00654-2.

## Filmografie (Auswahl)
- Schwarz auf weiß. Drehbuch zum TV-Spiel, Norddeutscher Rundfunk (Hamburg) 1978.[7]
- Baun se billig, Schinkel oder Der Bau des neuen Schauspielhauses zu Berlin. Ein Fernsehspiel von Egon Aderhold. Erstausstrahlung 15. März 1981, 1. Programm des Fernsehens der DDR.[8]
- Rike. Szenarium, Originalgeschichte zum TV-Film, DEFA-Studio für Spielfilme 1989.

## Theateraufführungen (Auswahl)
- Aus den Memoiren des Herrn von Schnabelewopski. Heinrich Heine. Volksbühne am Rosa-Luxemburg-Platz, Regie Egon Aderhold mit Helmut Straßburger, Premiere 18. September 1970.[9]

## Hörspiele (Auswahl)
Autor
- 1989: Der Taugenichts – Regie: Barbara Plensat (Original-Hörspiel – Rundfunk der DDR)

Sprecher
- 1969: Ralph Knebel: Rücksicht auf einen Brigadier (Schriftsteller) – Regie: Edgar Kaufmann (Originalhörspiel – Rundfunk der DDR)
- 1972: Gerhard Jäckel: Neumann, zweimal klingeln: Experten unter sich (Richter) – Regie: Joachim Gürtner (Originalhörspiel – Rundfunk der DDR)
- 1975: Gerhard Jäckel: Neumann, zweimal klingeln: Kollision im Roten Ochsen (Emil) – Regie: Joachim Gürtner (Originalhörspiel, Kurzhörspiel – Rundfunk der DDR)
- 1975: Albert Plau: Neumann, zweimal klingeln: Weil einer Musik macht (Stimme) – Regie: Joachim Gürtner (Originalhörspiel, Kurzhörspiel – Rundfunk der DDR)

Quelle: ARD-Hörspieldatenbank